# Beykan Şimşek
Beykan Şimşek (Aydın, 1º gennaio 1995) è un calciatore turco, centrocampista dell'Elazığspor.

## Carriera

### Club
Ha giocato nella prima divisione turca.

### Nazionale
Ha giocato diverse decine di partite nelle varie nazionali giovanili turche.

## Palmarès

### Club

#### Competizioni nazionali
- Coppa di Turchia: 1

Fenerbahçe: 2012-2013